# Ich habe meine Zuversicht
Ich habe meine Zuversicht (in tedesco, "Ho riposto la mia fiducia") BWV 188 è una cantata di Johann Sebastian Bach.

## Storia
La cantata Ich habe meine Zuversicht venne composta da Bach a Lipsia nel 1728 e fu eseguita per la prima volta forse il 17 ottobre dello stesso anno in occasione della XXI domenica dopo la Trinità. Il libretto è di Christian Friedrich Henrici per il secondo ed il quinto movimento e di autori sconosciuti per i rimanenti.
Il tema musicale è tratto dall'inno Wo soll ich fliehen hin del compositore Jacob Regnart, pubblicato per la prima volta nel 1674.

## Struttura
La cantata è scritta per soprano solista, contralto solista, tenore solista, basso solista, coro, flauto, oboe I e II, corno inglese, violino I e II, viola, organo obbligato e basso continuo ed è suddivisa in sei movimenti:
1. Sinfonia.
2. Aria: Ich habe meine Zuversicht, per tenore, oboe, archi e continuo.
3. Recitativo: Gott meint es gut mit jedermann, per basso e continuo.
4. Aria: Unerforschlich ist die Weise, per contralto, organo obbligato e continuo.
5. Recitativo: Die Macht der Welt verlieret sich, per soprano, archi e continuo.
6. Corale: Auf meinen lieben Gott, per tutti.

La sinfonia di apertura, derivante probabilmente da un perduto concerto per violino, venne successivamente riutilizzata dallo stesso Bach per il terzo movimento del concerto per clavicembalo e orchestra BWV 1052, assemblato a Lipsia nel 1738.